# 미나미노베오카역
미나미노베오카역(일본어: 南延岡駅)은 일본 미야자키현 노베오카시에 있는 규슈 여객철도 · 일본화물철도 닛포 본선의 역이다. 단선 · 섬식의 형태를 합친 복합 구조의 철도 역사이다.

## 타는 곳
| 1 | ■ 닛포 본선 | (상행) | 노베오카 · 오이타 방면       | (일부 미야자키 · 미야자키쿠코 방면) |
| 2 | ■ 닛포 본선 | (하행) | 미야자키 · 미야자키쿠코 방면 |                                     |
| 3 | ■ 닛포 본선 | (하행) | 미야자키 · 미야자키쿠코 방면 |                                     |
| 3 | ■ 닛포 본선 | (상행) | 노베오카 · 오이타 방면       |                                     |

## 화물역
일본화물철도의 역은, 전용선 발착의 컨테이너 화물과 전용선 발착의 차급화물의 취급역으로 되어 있다.
아사히 카세이 케미컬스 미야자키 지사(공장)으로 이어지는 전용선이 있어, 탱크 차에 의한 액체 염소의 발송이 실시되고 있다.
화물열차는 기타큐슈 화물 터미널 역과의 사이에 고속 화물열차가, 오무타역과의 사이에 전용 화물열차가 하루에 1회 왕복 정도 운행되고 있다.

## 이용 현황
| 연도     | 하루 평균 승차 인원 |
| 2002년도 | 678                 |
| 2004년도 | 772                 |
| 2005년도 | 800                 |
| 2006년도 | 811                 |
| 2007년도 | 798                 |
| -------- | ------------------- |

## 역 주변
- 미나미노베오카 상점가
- 노베오카 사회보험건강센터 페알 병원
- 아사히 카세이 유도장
- 미야자키 은행 · 노베오카 신용금고 미나미노베오카 지점
- 구로세 병원
- 미야지키 현립 노베오카 병원
- 이온 노베오카 쇼핑 센터
- 미야자키 현 노베오카 합동 청사

## 인접 정차역
| 닛포 본선            | 닛포 본선   | 닛포 본선                      |
| -------------------- | ----------- | ------------------------------ |
| 노베오카 고쿠라 방면 | ■ 닛포 본선 | 아사히가오카 가고시마추오 방면 |